# Race After Technology
Race After Technology: Abolitionist Tools for the New Jim Code é um livro americano de 2019, com foco em uma série de maneiras pelas quais as hierarquias sociais, particularmente o racismo, são incorporadas na camada lógica das tecnologias baseadas na Internet. Ganhou o Oliver Cox Cromwell Book Prize 2020, o Prêmio Literário da Brooklyn Public Library de não-ficção de 2020, e Menção Honrosa para o Communication, Information Technologies, and Media Sociology Book Award de 2020, e recebeu muitas reviews.

## Visão geral
Dra. Ruha Benjamin é socióloga, cientista da computação, e professora do Departamento de Estudos Afro-Americanos da Universidade de Princeton. O foco principal de seu trabalho é a relação entre inovação e equidade, especialmente com foco na interseção de raça, justiça e tecnologia.
Race After Technology: Abolitionist Tools for the New Jim Code foi publicado pela Polity, em 2019. Nele, Benjamin desenvolve seu conceito de "New Jim Code", que faz referência ao trabalho de Michelle Alexander, The New Jim Crow, para analisar como algoritmos e aplicativos aparentemente "neutros" podem replicar ou piorar o preconceito racial. Um review do The Nation observou que,

“O que é, em última análise, distintivo sobre Race After Technology é que suas críticas fulminantes do presente são tão galvanizantes. O campo que Benjamin mapeia é traiçoeiro e fantasmático, cheio de obstáculos e armadilhas cuja força reside na sua invisibilidade. Mas cada vez que ela abre uma caixa preta, ligando o presente a algum passado horrível, o futuro parece mais aberto, mais mutável... Esta é talvez a maior façanha de Benjamin no livro: suas análises inventivas e abrangentes nos lembram que, por mais que tentemos nos livrar de nossas ferramentas e as vejamos como externas às nossas falhas, elas são sempre extensões de nós. Por mais exigente que seja uma visão de mundo, também é inclusiva e esperançosa.”

## Recepção
Race After Technology ganhou o Oliver Cox Cromwell Book Prize de 2020, concedido pela American Sociological Association na categoria "Raça e Relações Étnicas", o Prêmio Literário da Brooklyn Public Library de não-ficção de 2020, Menção Honrosa para o Communication, Information Technologies, and Media Sociology Book Award de 2020, e Prêmio Livro de Sociologia da Mídia. Também foi selecionado pela Fast Company como um dos “8 livros sobre tecnologia que você deve ler em 2020”.